# Yūji Itō
Yūji Itō (jap. 伊藤 裕二 Itō Yūji; ur. 20 maja 1965 w Kuwanie) – japoński piłkarz występujący na pozycji bramkarza.

## Kariera klubowa
Od 1984 do 2002 roku występował w klubach Yanmar Diesel, Nagoya Grampus Eight i Shonan Bellmare.